# Nous maigrirons ensemble
Pour plus de détails, voir Fiche technique et Distribution.
Nous maigrirons ensemble est un film français réalisé par Michel Vocoret, sorti en 1979.

## Synopsis
Victor Lasnier  (Peter Ustinov) est scénariste. Alors qu'il tente de proposer à son producteur (Alfred Adam) des histoires intéressantes, celui-ci ne pense qu'à gagner de l'argent en lui faisant écrire des scénarios de films pornographiques. 
Souffrant d'un solide dépassement de poids, il subit les moqueries de son entourage. Alors qu'il rencontre une jeune femme très séduisante (Catherine Alric), il se décide à suivre un régime amaigrissant.
C'est alors qu'il va rencontrer une galerie de personnages tous plus farfelus les uns que les autres.

## Fiche technique
- Titre : Nous maigrirons ensemble
- Réalisation : Michel Vocoret, assisté de Dominique Cheminal et Patrick Harlez
- Scénario : Michel Vocoret
- Décors : Ivan Maussion
- Photographie : Georges Barsky
- Musique : Pierre Perret
- Son : Gérard Barra
- Montage : Claudio Ventura
- Production : Sybil Le Goff, Jean-Pierre Lemoine
- Sociétés de production : Le Goff Productions, Alpes Cinéma
- Directeur de production : Jean-Marc Isy
- Distributeur d'origine : Silènes Distribution
- Pays d'origine :  France
- Format : Couleur  - 35 mm - Son mono
- Genre : Comédie
- Durée : 100 min
- Date de sortie : 
  - France - 15 août 1979

## Distribution
- Peter Ustinov : Victor Lasnier
- Bernadette Lafont : Corinne
- Catherine Alric : Patricia
- Sylvie Joly : Docteur Menkevitch
- Jacques Jouanneau : Orlandi
- Alfred Adam :  Le producteur Blangenstein
- Bernadette Robert : Bernadette
- Jacqueline Doyen : La monitrice Weight Watchers
- Paul-Émile Deiber : Le médecin
- Michel Modo : l'huissier
- Virginie Pradal : Chantal
- Maurice Illouz
- André Valardy : le maître d'hotel
- Nella Barbier
- Anne Berry
- Paul Bomart
- Jacques Borel
- Sabine Brea
- Monique Ciron
- Geneviève Corrado
- Michel Degand
- Françoise Deldick
- Daniel Derval : L'homosexuel du club de gym
- Bernard Dumaine
- Alain Ganas
- Yves Elliot
- Sylvie Folgoas
- Jacqueline Guy
- Alex Kromy
- Serge Nubret
- Claude Rio
- Louise Rioton
- Daniel Rohou
- Viviane Vocoret
- Charles Varel
- Stina Zetterberg